# 大貫警部
大貫警部（おおぬきけいぶ）は、赤川次郎の推理小説のシリーズ及びシリーズの主人公。
タイトルがほぼ全て四字熟語+殺人事件となっているのが特徴。

## 登場人物
大貫警部
警視庁捜査一課の警部。年齢は50歳。荒唐無稽な推理が多い。警視庁捜査一課に「嵐を呼ぶ」といわれている（『定期預金殺人事件』より）。非常に図々しく、出動先で飲食物が出ないと犯人に決め付けてしまうほどである。妻はいるが、作中には登場しない。下の名前は不明。ちなみに作者曰く、「なぜ警部に昇進できたのかわからない」らしい。
井上安弘
警視庁捜査一課の刑事。25歳。大貫の下につくこととなってしまったために苦労の連続である。
向井直子
井上の恋人。19歳。『起承転結殺人事件』で登場し、『満員御礼殺人事件』の時に上京。父親は初登場の事件の際自殺し、母親も初登場以前に他界している。
箱崎警視
警視庁捜査一課長。大貫直属の上司で、大貫の言動に頭を痛めており、大貫が何かしでかすと頭痛を起こすことが多い。
長岡
警視庁の鑑識で、現場で会うことが多い。

## シリーズ作品
一巻あたり4話収録の短編で、タイトルのほぼ全てが四字熟語となっている。しかし、『東西南北殺人事件』収録の1〜3話のみは四字熟語ではない。講談社ノベルス、講談社文庫より発行されているが、一部は絶版となっている。
- 東西南北殺人事件
  - 典型的殺人事件 / 迷宮入り殺人事件 / 本人殺人事件 / 東西南北殺人事件
- 起承転結殺人事件
  - 起承転結殺人事件 / 満員御礼殺人事件 / 四苦八苦殺人事件
- 冠婚葬祭殺人事件
  - 冠婚葬祭殺人事件 / 即日完売殺人事件 / 一触即発殺人事件
- 人畜無害殺人事件
  - 不言実行殺人事件 / 不眠不休殺人事件 / 慶弔禍福殺人事件 / 人畜無害殺人事件
- 純情可憐殺人事件
  - 純情可憐殺人事件 / 一致団結殺人事件 / 四方八方殺人事件 / 公私混同殺人事件
- 結婚記念殺人事件
  - 正々堂々殺人事件 / 結婚記念殺人事件 / 無念無想殺人事件 / 清潔第一殺人事件
- 豪華絢爛殺人事件
  - 悠々自適殺人事件 / 定期預金殺人事件 / 立入禁止殺人事件 / 豪華絢爛殺人事件
- 妖怪変化殺人事件
  - 妖怪変化殺人事件 / 弱肉強食殺人事件 / 相思相愛殺人事件 / 表裏一体殺人事件
- 流行作家殺人事件
  - 前途洋々殺人事件 / 流行作家殺人事件 / 絶望未満殺人事件
- ABCD殺人事件
  - ABCD殺人事件 / 真実一路殺人事件 / 天地無用殺人事件 / 無理難題殺人事件
- 狂喜乱舞殺人事件
  - 狂喜乱舞殺人事件 / 現役復帰殺人事件 / 三日坊主殺人事件 / 本日休館殺人事件 / 観光案内殺人事件
- 女優志願殺人事件
  - 女優志願殺人事件 / 卒業研究殺人事件 / 乱筆乱文殺人事件 / 疑心暗鬼殺人事件
- 輪廻転生殺人事件
  - 輪廻転生殺人事件 / 全力疾走殺人事件 / 栄枯盛衰殺人事件 / 一家団欒殺人事件
- 三人姉妹殺人事件 - 三姉妹探偵団シリーズとのコラボレーション作品、ハードカバー版
- 百鬼夜行殺人事件
  - 百鬼夜行殺人事件 / 悪夢回廊殺人事件 / 期間限定殺人事件 / 過去完了殺人事件 / 年末年始殺人事件
- 偶像崇拝殺人事件
  - 偶像崇拝殺人事件/大言壮語殺人事件/大型台風殺人事件/夫唱婦随殺人事件/殺人未遂殺人事件

## 未収録作品
いずれも講談社IN★POCKETにて連載されたものである。

## 映像化作品
シリーズ第3弾の「冠婚葬祭殺人事件」が、1997年8月25日にTBS系でテレビドラマ化された。